# Ginnastica artistica ai IV Giochi del Mediterraneo
Le competizioni di ginnastica artistica ai IV Giochi del Mediterraneo si sono svolti dal 22 al 23 settembre 1963 a Napoli, in Italia.

## Podi

### Uomini
| Evento                           | Oro | Punti     | Argento             | Punti     | Bronzo              | Punti     |
| Ginnastica artistica             | |           |                     |           |                     |           |
| Concorso a squadre (dettagli)    | Italia Giovanni Carminucci Pasquale Carminucci Luigi Cimnaghi Franco Menichelli Vincenzo Siligo Angelo Vicardi | 284,15 p. | Francia             | 276,80 p. | Jugoslavia          | 276,25 p. |
| Concorso individuale (dettagli)  | Miroslav Cerar                                                                                                 | 58,20 p.  | Giovanni Carminucci | 57,90 p.  | Franco Manichelli   | 57,65 p.  |
| Corpo libero (dettagli)          | Franco Menichelli                                                                                              | 19,60 p.  | Miroslav Cerar      | 19,40 p.  | Giovanni Carminucci | 19,35 p.  |
| Cavallo con maniglie (dettagli)  | Miroslav Cerar                                                                                                 | 19,65 p.  | Giovanni Carminucci | 19,35 p.  | Angelo Vicardi      | 19,20 p.  |
| Anelli (dettagli)                | Abdel Vares Sharraf                                                                                            | 19,50 p.  | Giovanni Carminucci | 19,25 p.  | Franco Menichelli   | 19,20 p.  |
| Volteggio (dettagli)             | Franco Menichelli                                                                                              | 19,40 p.  | Vincenzo Siligo     | 19,20 p.  | Miroslav Cerar      | 19,20 p.  |
| Parallele simmetriche (dettagli) | Giovanni Carminucci                                                                                            | 19,45 p.  | Miroslav Cerar      | 19,35 p.  | Angelo Vicardi      | 19,20 p.  |
| Sbarra (dettagli)                | Giovanni Carminucci                                                                                            | 19,55 p.  | Miroslav Cerar      | 19,45 p.  | Christian Guiffroy  | 19,20 p.  |

## Medagliere
La nazione ospitante è evidenziata.
| Posizione | Paese            | Oro | Argento | Bronzo | Totale |
| --------- | ---------------- | --- | ------- | ------ | ------ |
| 1         | Italia           | 5   | 4       | 5      | 14     |
| 2         | Jugoslavia       | 2   | 3       | 2      | 7      |
| 3         | Rep. Araba Unita | 1   | 0       | 0      | 1      |
| 4         | Francia          | 0   | 1       | 1      | 2      |
| Totale    | Totale           | 8   | 8       | 8      | 24     |